# Tomás Abril
Tomás Abril (* vor 1760; †  nach 1796) war ein spanischer Sänger, Gitarrist, Cembalist und Komponist.

## Leben
Tomás Abril wirkte 1765 an der Kathedrale von Cordoba, von 1765 bis 1767 in Pamplona und 1768 bis 1773 in Saragossa. 1769 wurde als Sänger in Barcelona, 1770 am Theater von Murcia und 1779 als Gitarrist der königlichen Theater in Madrid erwähnt. 1790 wird er gelegentlich als Cembalist an der Kathedrale von Cadiz geführt. 1792 bis 1795 war er Cembalist am Theater von Cadiz und von 1795 bis 1796 am Theater von Sevilla.

## Werke (Auswahl)

### Weltliche Musik
- El paseo nuevo de el arrecife, Sainete, 1781. Zur Einweihung des neuen Coliseos[Digitalisat 1]
- La comedia de repente, Text; Ysidro Miró, Cadiz, 19. September 1787[Digitalisat 2]
- Musik zu La buena madastra für Violinen, Flöten, Trompeten und Bass[Digitalisat 3]
- Musik zu La desdicha de la voz für Violinen, Flöten, Trompeten[Digitalisat 4]
- Musik zur Comedia de Eco y Narciso für Violinen und Trompeten[Digitalisat 5]
- Musik zur Comedia Competidor OCLC 435853262
- Musik zur Comedia Dicha y desdicha del nombre OCLC 435853262
- Musik zur Comedia La sirena de Tinacría[Digitalisat 6]
- Begleitung zur Comedia El desdén con el desdén für Violinen, Trompeten und Bässe[Digitalisat 7]
- Aria buffa con violines flautas y trompas y basso para la Zarzuela en un acto[Digitalisat 8]

### Kirchenmusik
- Miserere a quatro voces, Text: Psalm 51 OCLC 733187094

## Digitalisate
1. ↑  El paseo nuevo de el arrecife als Digitalisat in der Biblioteca Digital Hispánica der Spanischen Nationalbibliothek
2. ↑  Pieza de música titulada La comedia de repente als Digitalisat in der Biblioteca Digital Hispánica der Spanischen Nationalbibliothek
3. ↑  Música en La buena madastra con viol[ine]s fl[auta]s, trompas y basso als Digitalisat in der Biblioteca Digital Hispánica der Spanischen Nationalbibliothek
4. ↑  Música en la Desdicha de la voz als Digitalisat in der Biblioteca Digital Hispánica der Spanischen Nationalbibliothek
5. ↑  Música en la comedia de Eco y Narciso als Digitalisat in der Biblioteca Digital Hispánica der Spanischen Nationalbibliothek
6. ↑  Musik zur Comedia La sirena de Tinacría als Digitalisat in der Biblioteca Digital Hispánica der Spanischen Nationalbibliothek
7. ↑  Begleitung zur Comedia El desdén con el desdén als Digitalisat in der Biblioteca Digital Hispánica der Spanischen Nationalbibliothek
8. ↑  Aria buffa con violines flautas y trompas y basso para la Zarzuela en un acto als Digitalisat als Digitalisat in der Biblioteca Digital Hispánica der Spanischen Nationalbibliothek